# Oyatoi gaikokujin
Os oyatoi gaikokujin (Kyūjitai: 御雇ひ外國人, Shinjitai: お雇い外国人, "estrangeiros contratados") ou conselheiros estrangeiros do governo Meiji foram os conselheiros estrangeiros contratados pelo governo do Japão para que seus conhecimentos especializados auxiliassem a modernização do Japão no final do Bakufu e durante o período Meiji. O termo às vezes é escrito como o-yatoi gaikokujin em romaji. O número total é incerto, mas estima-se que alcançou mais de 3 mil pessoas (com mais milhares no setor privado).
O objetivo em contratar conselheiros estrangeiros era obter transferência de tecnologia. Os conselheiros eram bem pagos; em 1874, eles totalizavam 520 homens, cujos salários na época somavam 2,272 milhões de ienes, ou 33,7 por cento do orçamento anual. Apesar do valor que eles forneceram para a modernização do Japão, o governo japonês não considerava prudente eles permanecerem no Japão permanentemente. Após treinar os substitutos japoneses para tomarem seus lugares, muitos descobriram que seus contratos (normalmente de três anos) não foram renovados.
Alguns conselheiros estrangeiros suplementavam suas atividades como empregados do governo ao exercer atividades como missionários cristãos.
O sistema foi oficialmente encerrado em 1899, quando a extraterritorialidade chegou ao fim no Japão. No entanto, esse tipo de emprego de estrangeiros persiste no Japão, principalmente no sistema educacional nacional e em esportes profissionais. Até 1899, mais de 800 especialistas estrangeiros continuaram a ser empregados pelo governo, e muitos outros foram empregados pelo setor privado.

## Oyatoi gaikokujin notáveis

### Agricultura
- William Smith Clark
- Edwin Dun
- Max Fesca
- Oskar Kellner
- Oskar Löw, agrônomo
- William Penn Brooks, agrônomo

### Medicina
- Erwin von Bälz
- Leopold Müller
- Johannes Ludwig Janson
- Theodor Eduard Hoffmann
- Ferdinand Adalbert Junker von Langegg
- Johannes Ludwig Janson

### Direito, administração e economia
- Gustave Emile Boissonade, especialista legal
- Hermann Roesler, jurista e economista
- Georg Michaelis, jurista
- Ottmar von Mohl, mestre de cerimônias
- Albert Mosse, jurista
- Otfried Nippold, jurista
- Heinrich Waentig, economista e jurista
- Ludwig Loenholm, jurista
- Georges Hilaire Bousquet, especialista legal
- Horatio Nelson Lay, diplomata
- Henry Willard Denison, diplomata

### Militar
- Jules Brunet, oficial de artilharia
- Léonce Verny, construtor do Arsena Naval de Yokosuka
- Klemens Wilhelm Jakob Meckel, instrutor militar
- Jeremiah Richard Wasson
- Henry Walton Grinnell, instrutor naval
- Charles Dickinson West, arquiteto naval
- Henry Spencer Palmer, engenheiro militar
- Archibald Lucius Douglas, instrutor naval

### Ciências naturais e matemática
- William Edward Ayrton, físico
- Thomas Corwin Mendenhall, físico
- Edward S. Morse, zoólogo
- Charles Otis Whitman, zoólogo, successor de Edward S. Morse
- Heinrich Edmund Naumann, geólogo
- Curt Netto, metalúrgico
- Gottfried Wagener
- Sir James Alfred Ewing, físico e engenheiro que fundou a sismologia japonesa
- Cargill Gilston Knott, sucedeu J.A. Ewing
- Benjamin Smith Lyman, engenheiro de mineração

### Engenharia
- William Brooks, agricultura
- Richard Henry Brunton - construtor de faróis
- Josiah Conder, arquiteto
- William Kinnimond Burton, engenheiro, arquitetura, fotografia
- Horace Capron, agricultura, construção rodoviária
- Henry Dyer, educação de engenharia
- Hermann Ende, arquiteto
- George Arnold Escher, engenheiro civil
- John Milne, geólogo, sismólogo
- Edmund Morel, engenheiro de ferrovias
- Johannis de Rijke, controle de enchentes e projetos de rios
- John Alexander Low Waddell, engenheiro de pontes
- Thomas James Waters, engenheiro civil e arquiteto
- William Gowland, engenheiro de mineração e arqueológo
- Jean Francisque Coignet, engenheiro de mineração
- Johannis de Rijke, engenheiro civil
- Wilhelm Böckmann, arquiteto

### Arte e música
- Edoardo Chiossone - gravador
- Luther Whiting Mason, músico
- Ernest Fenollosa, crítico de arte
- Franz Eckert, músico
- Rudolf Dittrich, músico
- Antonio Fontanesi, pintor a óleo
- Vincenzo Ragusa, escultor
- John William Fenton, músico

### Artes liberais, humanidades e educação
- Alice Mabel Bacon, pedagogo
- Basil Hall Chamberlain, Japanologista e professor de japonês
- James Summers, literatura inglesa
- Emil Hausknecht, pedagogo
- Lafcadio Hearn, Japanologista
- Viktor Holtz, educador
- Raphael von Koeber, filósofo e músico
- Ludwig Riess, historiador
- Leroy Lansing Janes, educador e missionário
- Marion McCarrell Scott, educador
- Edward Bramwell Clarke, educador

### Atividades missionárias
- William Elliot Griffis, clero, escritor
- Guido Verbeck, missionário, pedagogo
- Horace Wilson, missionário e professor creditado pela introdução do beisebol no Japão

### Outros
- Francis Brinkley, jornalista
- Charles Edouard Gabriel Leroux
- Ottmar von Mohl, protocolo da corte